# Liste der Gedenktafeln in Berlin-Kaulsdorf
Die Liste der Gedenktafeln in Berlin-Kaulsdorf enthält die Namen, Standorte und, soweit bekannt, das Datum der Enthüllung von Gedenktafeln.
Die Liste ist nicht vollständig.

## Kaulsdorf
| Bild | Name                          | Standort           | Datum der Enthüllung |
| ---- | ----------------------------- | ------------------ | -------------------- |
|      | Franz Carl Achard             | Dorfstraße 1       |                      |
|      | Angerdorf Kaulsdorf           | Dorfstraße 9       |                      |
|      | Heinrich Grüber               | Dorfstraße 10      |                      |
|      | Heldendenkmal der Roten Armee | Brodauer Straße 10 |                      |
|      | Erich Knauf und Erich Ohser   | Am Feldberg 3      |                      |
|      | Willi Tietze                  | Lehnestraße 30     |                      |